# Hans-Heinrich Winkler
Hans-Heinrich Winkler (14 de noviembre de 1954) es un deportista de la RDA que compitió en luge. Ganó una medalla de bronce en el Campeonato Europeo de Luge de 1976, en la prueba individual.

## Palmarés internacional
| Campeonato Europeo | Campeonato Europeo    | Campeonato Europeo | Campeonato Europeo |
| Año                | Lugar                 | Medalla            | Prueba             |
| ------------------ | --------------------- | ------------------ | ------------------ |
| 1976               | Hammarstrand (Suecia) | Medalla de bronce  | Individual         |